# Leloaloa
Leloaloa é uma vila na Ilha Tutuila, Samoa Americana . Ele está localizado no condado de Maoputasi . A partir do censo dos EUA de 2010, a vila tinha uma população de 448. É o local de nascimento do ex -representante dos Estados Unidos Tulsi Gabbard.
| Crescimento populacional | Crescimento populacional |
| ------------------------ | ------------------------ |
| 2010                     | 448                      |
| 2000                     | 534                      |
| 1990                     | 412                      |
| 1980                     | 414                      |